# マデリーネ・アルトグ＝ベル
マデリーネ・アルトグ＝ベル(Madeline Hartog Bel、1946年1月11日 - )は、ペルーのモデル。名前について、Madeleine Hartog-Bellとする資料もある。ミス・ワールド1967で優勝したことで知られる。

## 経歴
父Alfredo Hartog Granadinoはカメナの元市長で牧場経営者ある。母Henriette Bel Houghtonはピウラ県スリャナ郡スリャナの名門の一族出身である。5人の姉妹を持つ。
1946年1月11日、アレキパ県カメナ郡カメナに生まれ、幼少期はこの地で過ごす。
ピウラ県に移り、自動車メーカー・フォードの秘書として働く傍ら、写真モデルとして活動。
Miss Piuraとして Miss Perú Universoに出場。優勝。パリに移り、Agence Dorian Leighのモデルを務める。 
1966年、ミス・ユニバース1966に出場。Top15に残る。
1967年11月16日、ロンドンで開催された第17回ミス・ワールド世界大会（ミス・ワールド1967）で優勝。ペルー代表として初。
俳優ボブ・ホープ、歌手バーバラ・マクネア、女優ラクエル・ウェルチらとのツアー参加のオファーを受け入れ、ベトナム戦争参戦中の米軍への表敬訪問を行った。1967年12月19日から29日の間に、彼らはベトナム南部とタイ国境で17回のステージをこなした。
1994年、Miss Piura審査委員長。
パリに長い間暮らしたのち米国に移る。米国のいくつかの企業のもと医学および法学関係の通訳を務める。
現在、結婚しフロリダ州南部の島に居を構える。娘が一人いる。

## エピソード
- 彼女がロンドンに到着したとき、空港には誰も待っていなかった。チリを発つ前に間違った日付を教えられていたのが原因であるが、同じ飛行機に搭乗していたチリ大使館の役人が話をつけてくれた結果、翌日よりミス・ワールドに参加[4]。
- 彼女の勝利はフランス人にとっても誇るべきことであった。新しいミス・ワールドがフランス人であると発表したパリの新聞も実際にある。あるフランスの靴職人は「コンテストの数週間前に、マデレイネはいくつかの靴のカバーを変えるように注文した」「私はその美しい少女に掛かりきりになるので他の仕事をすべて中断した」とコメントした[2]。
- 彼女はミス・ワールドの参加費を捻出するため自動車を売却した。賞金7000ドルの使い途について「自動車を買い戻したら残りは両親に送る」と答えた[5]。